# بلاي ستيشن بورتبل
بلاي‌ستيشن بورتبل (بالإنجليزية: PlayStation Portable أو PSP (پي أس پي) اختصاراً)‏ هو نظام ألعاب فيديو محمول من صناعة شركة سوني اليابانية، أعلن الجهاز في E3 قبل عام 2004 وكان كشف النقاب عنه في 11 مايو، 2004،وعرض في مؤتمر صحفي لسوني أثناء معرض E3 للتقنيات الترفيهية في مدينة لوس أنجلوس، وطرح الجهاز المحمول في اليابان يوم 12 ديسمبر 2004، في أمريكا الشمالية في 24 مارس 2005، وفي المناطق الأخرى 1 سبتمبر، 2005.
و بلاي‌ستيشن بورتبل هو أول جهاز العاب فيديو محمول في استخدام صيغة الأقراص الضوئية، يونيفيرسال ميديا دسك (بالإنجليزية: Universal Media Disc أو UMD اختصاراً)‏، ويسمى القرص شامل الوسائط.
أخرى السمات المميزة للجهاز يتتضمن شاشة عرض كبيرة، لها قدرات قوية للوسائط المتعددة، جرافيكس عالي الوضوح، والتواصل مع بلاي ستيشن 2، بلاي ستيشن 3، وغيرها، ويوجد به واي فاي وخاصية آد هوك وإنترنت. كما أن psp صنفت كأحسن أنضمة ألعاب فيديو من حيث المركبات wlan pss psn

## تاريخه
أعلنت سوني تطوير البلاي ستيشن بورتبل أولاً في مؤتمر صحفي قبل 	تاريخ معرض الترفيه الإلكتروني, و نشرت تفاصيل تقنية عن الجهاز. أُذهلت مواقع ألعاب كثيرة بقدرات الجهاز وتطلعت إلى إمكانات الجهاز كنظام ألعاب فيديو.
ظهرت الأفكار الأولى للبلاي ستيشن بورتبل في نوفمبر 2000, خلال Sony Corporate Strategy Meeting التي عرضت الجهاز مع أزرار مسطحة وبدون analog stick
أظهر البعض قلقاً ومخاوفاً حول عدم وجود analog stick, و لكن هذه المخاوف ذهبت عندما عرض البلاي ستيشن بورتبل خلال E3 2004 في مؤتمر سوني الصحفي.
بالإضافة إلى إعلان المزيد من التفاصيل عن الجهاز وإكسسواراته، أعلنت سوني لائحة تضم 99 شركة مطورة التي تعهدت بدعم للجهاز الجديد.
و تم عرض ألعاب عديدة للبلاي ستيشن بورتبل مثل ميتال جير أسيد وWipeout Pure في المؤتمر. ,
sgp-2011

## أنواعه

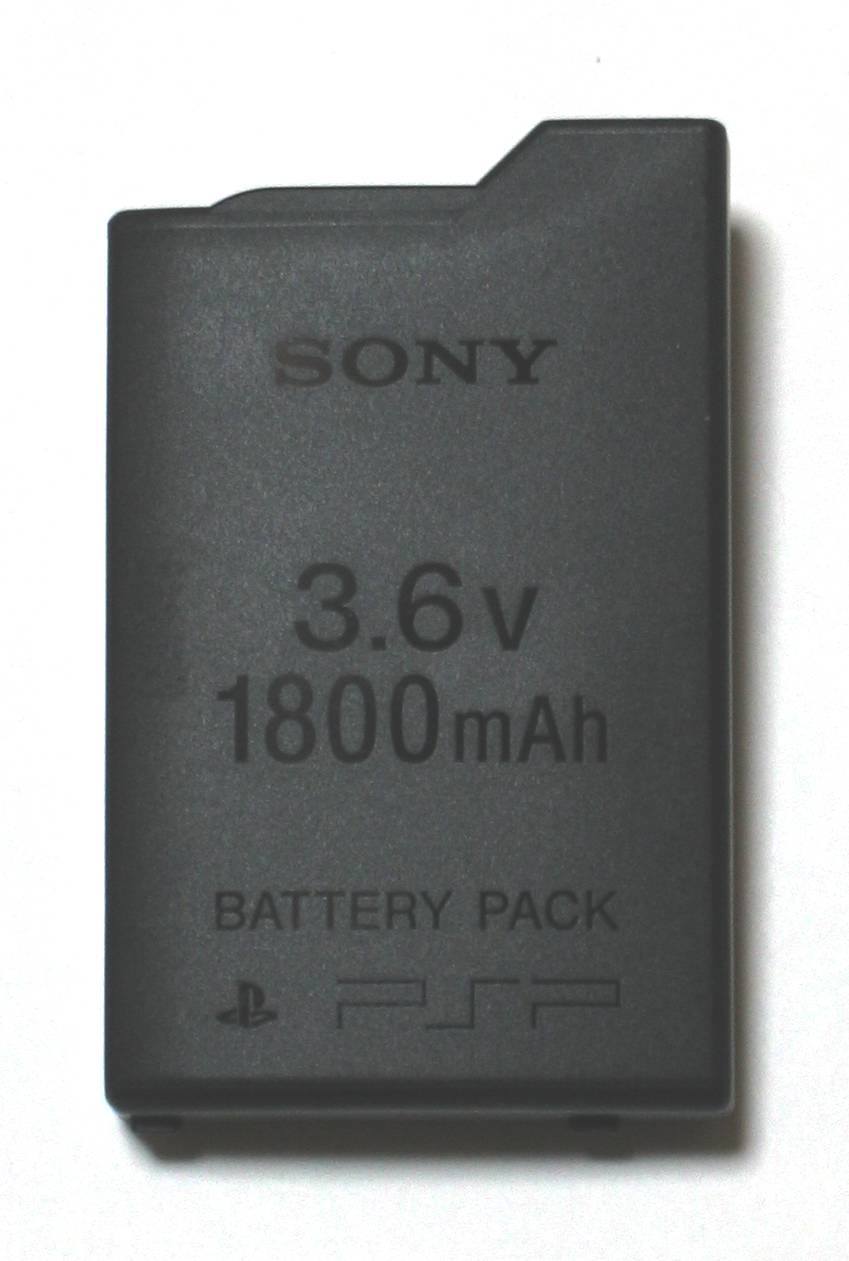
بطارية الجهاز

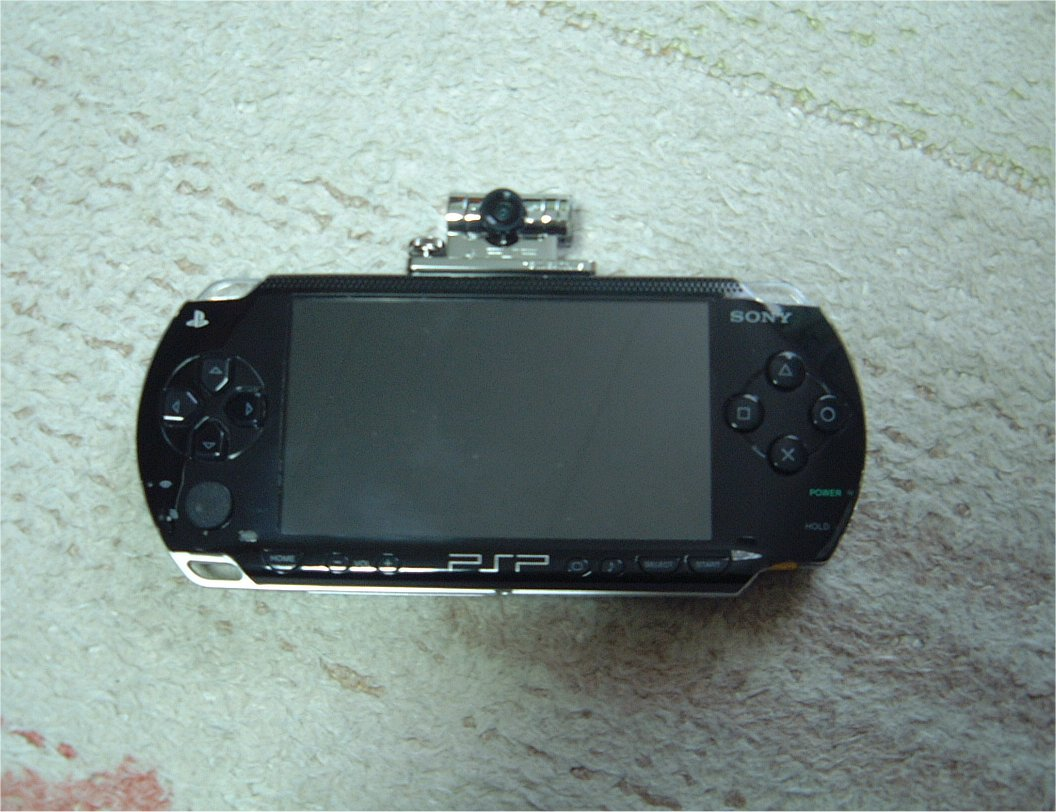

- بلاي ستيشن بورتبل
- بلاي ستيشن بورتبل
- بي إس بي -3000بلاي ستيشن بورتبل
- بي إس بي جو